# Branko Gračanin
Branko Gračanin (Zagreb, 19. listopada 1943.) bivši je hrvatski nogometaš i nogometni reprezentativac.

### Reprezentativna karijera
Za jugoslavensku nogometnu reprezentaciju odigrao je deset utakmica i postigao je jedan pogodak.